# Министерство высшего образования и науки Дании
Министерство науки, технологий и инноваций Дании отвечает за исследования, инновации и образование выше средней школы и гимназии.
Министерство ранее было известно также как Министерство науки, Министерство исследований или как Министерство исследований и технологий.
Его основная цель заключается в поощрении и координации взаимодействия между промышленностью и торговлей, центрами научных исследований и образования и укрепление промышленности и политики научных исследований.